# Traquipaquídeos
Traquipaquídeos (Trachypachidae) são uma família de coleópteros que se assemelham ao membros da família Carabidae, mas que que se distinguem destes por possuírem coxas de dimensões grandes, nas suas patas traseiras. Esta família é composta por seis espécies em dois géneros. Quatro espécies são do género Trachypachus e podem ser encontradas no Norte da Eurásia e no Norte da América do Norte. Duas espécies são do género Systolosoma e podem ser encontradas no Chile.
Os seus hábitos são similares aos dos membros da família Carabidae: são geralmente encontrados no meio de material vegetal morto, em florestas de coníferas

## Taxonomia
- Subfamília Trachypachinae
  - Género Systolosoma
    - Systolosoma breve
    - Systolosoma lateritium

  - Género Trachypachus
    - Trachypachus holmbergi - Alberta, Canadá e Oregon
    - Trachypachus gibbsii - Califórnia
    - Trachypachus zetterstedi - Europa do Norte
    - Trachypachus slevini - Oregon
- Subfamília †Eodromeinae
  - Género †Eodromeus
  - Género †Sogdodromeus
    - †Sogdodromeus altus

  - Género †Petrodromeus
    - †Petrodromeus asiaticus
    - †Petrodromeus minor

  - Género †Permunda
    - †Permunda nana

  - Género †Unda
  - Género †Sinodromeus
    - †Sinodromeus liutiaogouensis

  - Género †Praedodromeus
    - †Praedodromeus sangiorgiensis